# Mesochorus piemontensis
Mesochorus piemontensis är en stekelart som beskrevs av Schwenke 1999. Mesochorus piemontensis ingår i släktet Mesochorus och familjen brokparasitsteklar. Inga underarter finns listade i Catalogue of Life.